# Epídoto

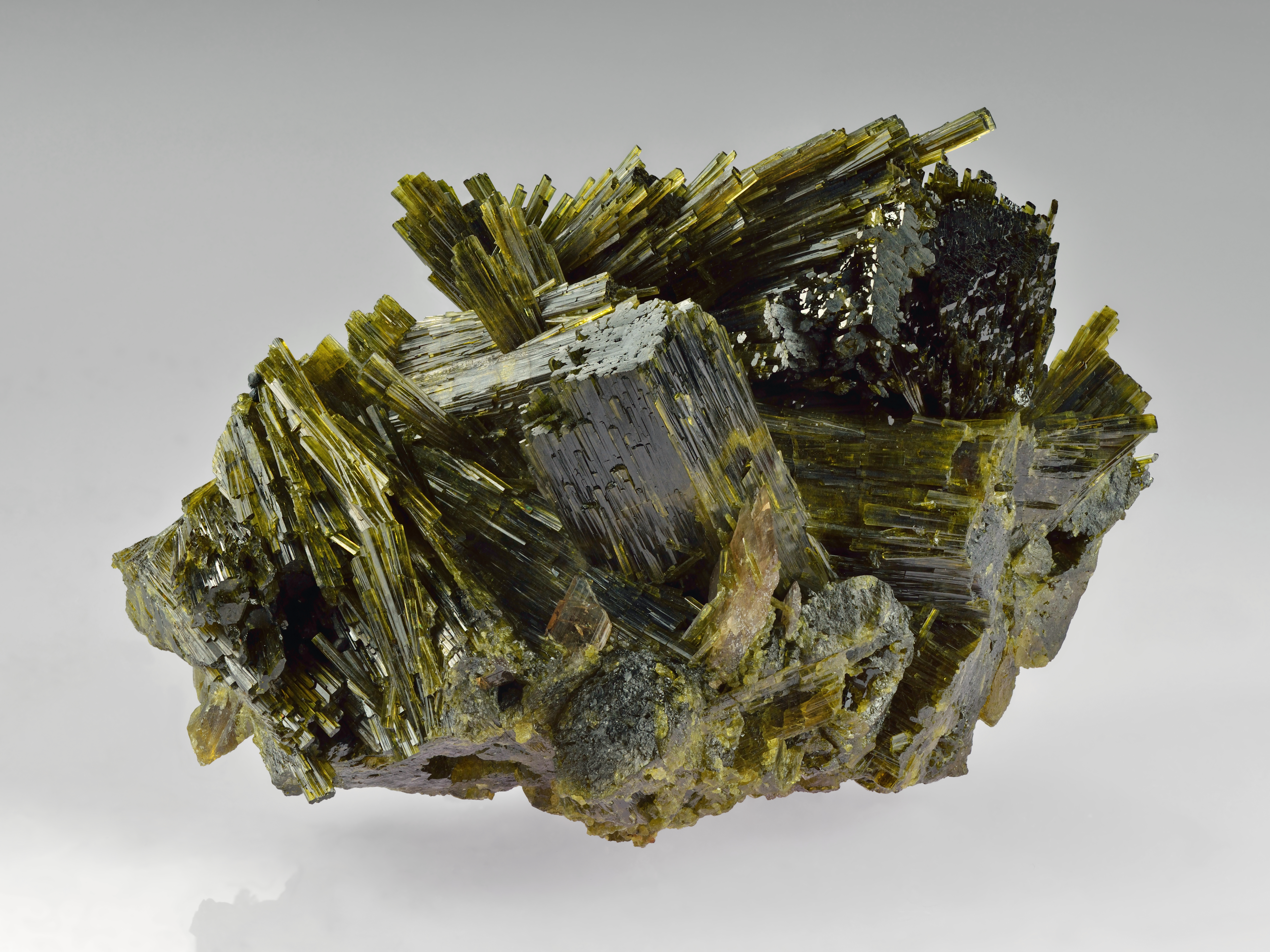
Epídoto

O epídoto, Ca2(Al, Fe)3(SiO4)3(OH), é um mineral sorossilicato. É encontrado algumas vezes em rochas eruptivas associado à piroxênios, albita, clorita, ao feldspato e ao quartzo. Tendo um grau de dureza próximo ao do quartzo (6,7). O nome epídoto é originário do grego epidosis "acrescimento". Pode ser chamado também de pistacita, por sua cor se assemelhar à do pistache.